# Irmãs Servas de Maria Imaculada
As Irmãs Servas de Maria Imaculada (ISMI) são uma congregação religiosa de mulheres na Igreja Greco-Católica Ucraniana. Elas foram fundadas em 1892, em Lviv, então parte do Império Austro-Húngaro e agora na Ucrânia, a primeira organização religiosa feminina nesta Igreja Católica Oriental. Os fundadores foram a Bem-Aventurada Josafata Hordashevska e o Servo de Deus, Padre Jeremias Lomnytskyj, O.S.B.M.

## Origens
A Igreja Católica Ucraniana foi formada em 1595, pela União de Brest, quando diversos bispos da Igreja Ortodoxa Ucraniana, possivelmente curvando-se à pressão de seu soberano, o Rei da Polônia, concordaram em entrar em plena comunhão com a Santa Sé de Roma. Os adeptos desta união eram uma minoria dentro da população ucraniana geral, e foram intensamente hostilizados pelos fiéis da Igreja Ortodoxa, o que muitas vezes levou a perseguições. 
Todo o povo ucraniano sofreu muito ao longo dos séculos seguintes, pois suas fronteiras nacionais mudavam de tempos em tempos. Durante essa época, os católicos ucranianos mantiveram as tradições das instituições da Igreja Ortodoxa, uma das quais era a clausura monástica como a única opção aprovada para as mulheres que quisessem viver um estilo de vida religiosa. Eles estavam, no entanto, também em contato com a evolução eclesiástica da Europa Ocidental.
Padre Jeremias Lomnytskyj, um monge basiliano, foi o primeiro entre os membros de sua ordem religiosa treinados por padres jesuítas poloneses, os quais tinham sido ordenados pelo Papa Leão XIII devido ao seu declínio ao longo de séculos de perseguição. A partir de suas experiências com os católicos romanos poloneses, Lomnytskyj concebeu a ideia de criar comunidades de irmãs religiosas ativas para ajudar os padres basilianos a responderem às grandes necessidades sociais do povo, assim como elas surgiram na Europa Ocidental por essa época.
Lomnytskyj foi convidado, em 1891, pelo Padre Cirilo Seletsky, um presbítero viúvo, para dar uma missão paroquial na paróquia de Zhuzhel (hoje chamada de Zhuzheliany), da qual ele estava se despedindo como pastor. A missão foi muito bem recebida, e ele foi abordado por várias moças que queriam doar suas vidas para Deus. Quando mencionou que o dote costumeiro seria necessário para a admissão a um mosteiro, uma jovem atestou ser muito pobre para tal. Lomnytskyj ficou perturbado por isso. Michaelina Hordashevska, que mais tarde seria conhecida como Madre Josafata, já tinha discernido sua vocação religiosa. Pe. Lomnytskyj atuava como seu diretor espiritual em Lviv e, sob sua orientação, ela fez um voto particular de castidade. Lomnytskyj agora ponderava se ela poderia ser um instrumento para alcançar esta meta de estabelecer comunidades religiosas de mulheres ativas na sua Igreja, a começar com estas diversas jovens. Ele então a convidou para se tornar a primeira membra desta nova forma de vida que ele estava propondo, a qual ele e Seletsky iriam dirigir, advertindo-lhe que haveria muito trabalho e sofrimento pela frente. Michaelina aceitou seu convite.

## Fundação da Congregação
Em junho de 1892, Michaelina Hordashevska foi morar com as Irmãs Felicianas polonesas, uma congregação católica romana relativamente nova que fora fundada com objetivo semelhante por uma nobre polonesa. Ela passou dois meses com as irmãs, experimentando a dinâmica de uma congregação religiosa. Voltou para sua cidade natal de Lviv, em 22 de agosto, e criou o hábito religioso que iria distinguir a nova congregação. Dois dias depois, ela recebeu formalmente este hábito e o nome religioso de Josafata, em homenagem ao venerado mártir católico ucraniano, São Josafá.
Hordashevka em seguida foi para a aldeia vizinha de Zhuzhel (lugar da missão paroquial na qual seu chamado tomara seu primeiro passo formal), onde sete outras joven que tinham sido recrutadas para esta nova comunidade estavam à espera. Elas então começaram sua preparação para iniciar suas vidas de serviço. Irmã Josfata foi nomeada superiora da comunidade. Ela ensinava e incentivava as outras membras da comunidade, dizendo-lhes: "Servi ao vosso povo onde a necessidade é maior".
Dentro de dez anos, as irmãs aumentaram de 8 para 128, vivendo em 26 conventos em toda a região da Ucrânia. Elas realizaram o seu primeiro Capítulo Geral em 1902, no curso do qual a irmã Josafata Hordashevka foi eleita primeira superiora geral da congregação, com a renúncia do padre Jeremias Lomnytskyj do cargo de diretor do instituto. Infelizmente, graves divisões surgiram dentro da congregação, levando Hordashevka a apresentar sua demissão logo depois ao arcebispo metropolitano de Lviv, o Servo de Deus André Sheptytsky, O.S.B.M., que a aceitou e nomeou uma nova superiora geral.
Depois disso, Irmã Josafata foi incumbida de algumas das missões mais difíceis da congregação e foi-lhe negada a permissão para fazer votos permanentes, até que o capítulo geral seguinte a elegeu vigária-geral da congregação, apesar de sua inelegibilidade para o cargo devido ao seu estado canônico. As delegadas do capítulo pediram ao metropolita que permitisse a ela fazer seus votos perpétuos, petição esta que foi concedida, e ela assumiu o posto. Três anos mais tarde, Madre Josafata foi diagnosticada com tuberculose óssea. Ela morreu desta doença em 1919, aos 49 anos.

## Crescimento e perseguição
As Irmãs Servas foram fundadas para servir às necessidades espirituais, morais, intelectuais e sociais do povo ucraniano. Como muitas delas emigraram para outros países ao longo dos anos, em busca de uma vida melhor, as irmãs se ramificaram do oeste da Ucrânia para o Canadá, Iugoslávia, Brasil, Estados Unidos, Polônia, Eslováquia, Itália, Grã-Bretanha, França, Argentina, Alemanha, Austrália e Cazaquistão.
Após a Segunda Grande Guerra, no entanto, a Ucrânia foi absorvida pela União Soviética. O governo comunista que assumiu o controle da região logo suprimiu a congregação e confiscaram suas propriedades, bem como de todas as outras instituições religiosas. Elas foram obrigadas a atuarem às escondidas. A superiora geral nessa época, Madre Veronica Gargil, conseguiu fugir da União Soviética com outra membra do Conselho Geral, primeiro, para a Tchecoslováquia, depois, em 1945, para Roma. Pouco tempo depois, a província canadense da congregação conseguiu comprar a propriedade, a qual foi estabelecida como a casa-mãe da congregação. Os restos de Madre Josafata foram exumados em 1982, e transferidos para a sede em Roma.
Com o colapso da União Soviética em 1991, as irmãs que viviam suas vidas consagradas em segredo puderam ressurgir como uma associação pública. As membras da congregação de todo o mundo se uniram para dar apoio e ajudar suas irmãs na Ucrânia.

## Veneração
O ano seguinte viu dois eventos de grande contento para a congregação. Primeiro, o processo de busca da canonização de Madre Josafata foi iniciado em março de 1992. Isso coincidiu com a celebração do centenário da congregação, a qual as Irmãs Servas de todo o mundo puderam assistir na Ucrânia. Irmãs de treze países participaram de uma Divina Liturgia de Ação de Graças e de um programa especial de jubileu.
Em 6 de abril de 1998, o Papa João Paulo II emitiu o decreto reconhecendo as virtudes heróicas de Madre Josafata e a ocorrência de um milagre ocorrido através de sua intercessão. Ela foi beatificada em 27 de junho de 2001, durante uma visita do Papa à cidade de Lviv, juntamente com outra membra da congregação que fora assassinada por um soldado soviético, e mais de vinte outros mártires da Igreja Católica ucraniana.